# Lycorina borneoensis
Lycorina borneoensis là một loài tò vò trong họ Ichneumonidae.